# 烏鰭白鮭
烏鰭白鮭，為輻鰭魚綱鮭形目鮭科的一種，為溫帶淡水魚，分布於歐洲瑞士Walenstadt湖流域，體長可達44公分，棲息在底層水域，以蝸牛、蠕蟲等為食，生活習性不明。